# Atv7
Atv7 è stato un canale televisivo italiano regionale privato nato negli anni Settanta e di proprietà dell'imprenditore Francesco Di Stefano dal 2009. In passato ha aderito ai circuiti nazionali Italia 1, Tva e Europa 7.

## Storia
Le trasmissioni del canale iniziarono in data 17 ottobre 1974 in un seminterrato di via Trieste ad Avezzano, in provincia dell'Aquila, con il nome di TeleMarsica. Negli anni Ottanta aumentò la propria copertura, cambiò nome e trasferì la propria sede a Cappelle dei Marsi prima, e a Chieti poi. La sua storia è molto movimentata da un punto di vista societario in quanto Atv7 nel corso degli anni aderì a diversi network, tra i quali Italia1 e Tva, ma se ne distaccò sempre poco dopo. Nel nuovo millennio la sede fu spostata di nuovo, prima a Pescara e poi a L'Aquila, per poi tornare nella Marsica.
Nell'ottobre 2009 Atv7 fu rilevata da Francesco Di Stefano, editore di Tvr Voxson e di Europa 7.
Era disponibile sul digitale terrestre all'interno del relativo multiplex televisivo con il numero LCN 91.
Dal 2010, Atv7 è stata una delle emittenti locali che trasmettevano in syndication la programmazione di Europa 7, mandando in sovrimpressione il solo logo della tv locale. In precedenza, per l'Abruzzo la diffusione di Europa 7 avveniva tramite TVQ e comparivano sia il logo della tv locale sia quello del circuito.
Nel gennaio 2020 il canale ha spento definitivamente i ripetitori del proprio mux assieme alle altre due TV locali che facevano capo a Di Stefano.

## Programmi
- TG Abruzzo
- Folklorissima' 81
- Piazza grande
- Superclassifica Show
- Forza 7
- Atv7 agricoltura
- Supershow Abruzzo
- Stasera si balla
- Giochi a premi sulla spiaggia
- Estate con noi
- A tutta birra
- Speciale Atv7
- Telefono aperto
- Vremja
- Linea sport
- Replay
- Sotto canestro
- Abruzzo nel pallone
- Tutto Goal
- Girotondo
- Talk Show
- Saranno DJ
- Jazz Around TV